# François-Jules Levée
François-Jules Levée, né le 29 novembre 1851 à Paris et mort le 28 mars 1927 à Paris, est un industriel et homme politique français.

## Biographie
Né en 1851 à Paris, François-Jules Levée réalise ses études à l'Ecole Turgot mais il doit les suspendre quand la guerre de 1870 éclate. Engagé volontaire au 72e bataillon de marche, il devient sergent et participe à la bataille de Champigny, du Bourget et de Buzenval. La paix signée, il entre à la maison de commerce dirigée par son père et entame une série de voyage en Europe et en Afrique au cours desquels il est amené à rédiger de nombreux rapports sur l'expansion coloniale. 
Il a été membre des comités et des jurys des Expositions de Paris, Chicago, Bruxelles, Moscou, Bercelone, Anvers, Amsterdam, Atlanta et Toronto (où il est nommé comme vice-président pour l'exposition franco-canadienne en 1898). Il a reçu une médaille d'or à Paris (1889), un grand diplôme d'honneur à Amsterdam (1898), un grand prix à Amsterdam (1895), etc. De 1892 à 1896, il est vice-président de la Chambre syndicale des fabriquant papetiers de France puis devient son président.  
Après avoir échoué aux élections partielles municipale de 1897 dans le quartier de l'Arsenal, il est élu conseiller municipal du quartier du Palais-Royal en 1898. Par la suite, il est nommé membre de la 2e commission (concernant les théâtres) et rapporteur de la commission des secours de la Préfecture de police et de la Préfecture de la Seine.  

## Sources
- Dictionnaire national des contemporains, Ouvrage rédigé sous la direction de C.E. Curinier, Volume 2, C.E. Curinier, p. 123